# Ардентаун (Делавер)
Ардентаун (енгл. Ardentown) град је у америчкој савезној држави Делавер.

## Демографија
По попису из 2010. године број становника је 264, што је 36 (-12,0%) становника мање него 2000. године.
| Група             | 2000.       | 2010.       |
| Белци             | 281 (93,7%) | 245 (92,8%) |
| Афроамериканци    | 3 (1,0%)    | 2 (0,8%)    |
| Азијати           | 13 (4,3%)   | 6 (2,3%)    |
| Хиспаноамериканци | 1 (0,3%)    | 4 (1,5%)    |
| Укупно            | 300         | 264         |